# Maksim Sidorow
Maksim Wiktorowicz Sidorow (ros. Максим Викторович Сидоров; ur. 13 maja 1986) – rosyjski lekkoatleta, specjalizujący się w pchnięciu kulą.
Międzynarodową karierę zaczynał od zdobycia w 2005 brązowego medalu mistrzostw Europy juniorów. Dwa sezony później był ósmym na czempionacie Starego Kontynentu dla zawodników do lat 23 oraz zdobył złoty medal uniwersjady. W pierwszych latach kariery seniorskiej nie odnosił sukcesów odpadając w eliminacjach halowych mistrzostw Europy w Turynie i mistrzostw świata w Berlinie (2009) oraz halowego czempionatu globu w Dosze (2010). Zdobywca brązowego medalu halowych mistrzostw Europy w 2011. Finalista halowych mistrzostw świata w 2012. Wielokrotny medalista – także złoty – mistrzostw Rosji.
Rekordy życiowe: stadion – 21,51 (4 lipca 2012, Czeboksary); hala – 20,98 (23 lutego 2012, Moskwa).

## Osiągnięcia
| Rok  | Impreza                        | Miejsce   | Lokata            | Wynik |
| ---- | ------------------------------ | --------- | ----------------- | ----- |
| 2005 | Mistrzostwa Europy juniorów    | Kowno     | 3. miejsce        | 19,32 |
| 2007 | Młodzieżowe mistrzostwa Europy | Debreczyn | 8. miejsce        | 18,24 |
| 2007 | Uniwersjada                    | Bangkok   | 1. miejsce        | 20,01 |
| 2009 | Halowe mistrzostwa Europy      | Turyn     | el. – 21. miejsce | 18,01 |
| 2009 | Mistrzostwa świata             | Berlin    | el. – 31. miejsce | 18,92 |
| 2010 | Halowe mistrzostwa świata      | Doha      | el. – 14. miejsce | 19,88 |
| 2011 | Halowe mistrzostwa Europy      | Paryż     | 3. miejsce        | 20,55 |
| 2011 | Mistrzostwa świata             | Daegu     | el. – 15. miejsce | 19,95 |
| 2012 | Halowe mistrzostwa świata      | Stambuł   | 5. miejsce        | 20,78 |
| 2012 | Igrzyska olimpijskie           | Londyn    | 11. miejsce       | 20,41 |
| 2013 | Halowe mistrzostwa Europy      | Göteborg  | el. – 12. miejsce | 19,58 |
| 2013 | Mistrzostwa świata             | Moskwa    | el. – 13. miejsce | 19,63 |
| 2014 | Halowe mistrzostwa świata      | Sopot     | el. – 16. miejsce | 18,98 |
| 2015 | Halowe mistrzostwa Europy      | Praga     | el. – 14. miejsce | 19,45 |
| 2015 | Mistrzostwa świata             | Pekin     | el. – 22. miejsce | 19,35 |